# Iosys
Gli Iosys  (イオシス?, ioshisu) (stilizzato IOSYS) sono un collettivo musicale giapponese. Lo stile degli Iosys parodia le musiche di videogiochi come quelli delle serie Tōhō Project o Etrian Odyssey. Essendo un gruppo di musica dōjin, non fanno parte di un'etichetta discografica, ma auto-pubblicano la loro musica, e la promuovono e vendono online o durante manifestazioni dedicate agli appassionati del dōjin, come il Comiket.

## Storia
Gli Iosys vennero fondati a Sapporo nel mese di ottobre del 1998. Durante i primi anni duemila divennero celebri nelle comunità otaku grazie ai loro filmati amatoriali delle loro tracce realizzati con Adobe Flash e caricati su YouTube e NicoNico.
Nel mese di maggio 2006, gli Iosys pubblicarono 東方風櫻宴 (Tōhō Kazakuraen?), primo di una lunga serie di album contenenti brani e remix non ufficiali ispirati al media franchise Tōhō Project. Nel corso della loro carriera, gli Iosys hanno tenuto vari concerti e composto e prodotto musica per altri, come ad esempio una delle sigle di chiusura di Penguin Musume Heart e i crediti finali di Yumekui Merry. Diversi loro brani sono apparsi in giochi musicali come Chunithm, Ongeki, Groove Coaster, quelli della serie Taiko no Tatsujin, e alcuni titoli della Bemani.
Nel collettivo hanno fatto parte molti membri, fra cui anche professionisti solisti come i compositori Yōhei Kimura, in arte Arm, RoughSketch, e Yuya Kobayashi, il cantante Quim, e il paroliere Yoshimi Yuno.

## Membri

### Attuali
- Arima.Y
- Arm
- Ayu
- Chiyoko
- D.watt
- Gigyo
- Hakase
- Hikura
- Itok
- MOC
- Momiji Yamamoto
- Oruha Omi
- Quim
- RoughSketch
- Shatyou
- Takuya
- tsZ
- Tukatuka
- void
- アサミ
- かずとく
- まろん
- 未早

### Ex membri
- >>96
- Asana
- Kiku
- Kureha
- Minami
- Takaisan
- Tanitani
- Yohine

## Discografia parziale
- 2001 – ギャルゲーCD
- 2002 – ヨドバCD
- 2003 – さいたまCD = Saitama CD
- 2004 – ぬるぽCD1
- 2004 – トイレCD レボリューションヌ
- 2005 – 逝ってョCDテラワロスwww
- 2006 – イオシス試聴Disc
- 2006 – Famicom CD Classic
- 2006 – 8時じゃねえョ!はいてない全員集合
- 2007 – 三国志Nowだ！ = Sangokushi Now!